# (32500) 2000 YV76
2000 YV76 (asteroide 32500) é um asteroide da cintura principal. Possui uma excentricidade de 0.21463780 e uma inclinação de 1.98895º.
Este asteroide foi descoberto no dia 30 de dezembro de 2000 por LINEAR em Socorro.